# Государственный переворот в Турции (1960)
Государственный переворот в Турции (1960) – первый в истории немонархической Турции военный переворот, называемый в турецкой историографии переворотом 27 мая (тур. 27 Mayıs Darbesi), осуществлённый группой из 27 офицеров, которые действовали в нарушение приказов верховного главнокомандования и свергли демократически избранное правительство Аднана Мендереса. Руководство переворотом осуществляли полковник Джемаль Маданоглу и Алпарслан Тюркеш и генерал Джемаль Гюрсель, впоследствии узурпировавший должность президента государства.

## Возможные причины и предпосылки переворота
Президент Турции Байяр, премьер Аднан Мендерес и большинство высокопоставленных чиновников свергнутого правительства принадлежали к Демократической партии Турции, которая проводила необходимые реформы в социальной сфере, в сфере образования и здравоохранения и в целом добивалась улучшения экономического положения в стране, однако некоторая часть населения выражала недовольство обогащением отдельных государственных деятелей, чем и воспользовались путчисты, вероятно, получавшие определённую поддержку из США. В то же время с 1954 года в стране действовал ряд ограничительных законов в сфере масс-медиа, который предполагал юридическую ответственность за любые сообщения  антиправительственного характера. По этому закону в 1959 году осуждению подверглись 64 журналиста. Некоторые ранее влиятельные турецкие газеты предпочли закрыться, чтобы не иметь проблем с правосудием, в частности, такая судьба постигла популярные ежедневные периодические издания  Ulus, Hürriyet и Tercüman. Также  конце июня 1956 года правительством Турции был наложен запрет на любые закрытые или открытые общественные собрания, демонстрации и манифестации протеста (так называемый Закон о демонстрациях и собраниях). В сентябре 1957 года в рамках предстоящих парламентских выборов ДП приняла закон, запрещавший кандидатам от оппозиционных партий выступать единым списком. В то же время на выборах в меджлис ДП получила меньше голосов, чем оппозиционные силы, однако благодаря мажоритарной системе её представители смогли снова возглавить правительство. В итоге ДП получила 419 мест, а оппозиционеры – 173. Путём принятия недемократических законов ДП укрепляла свою власть и боролась с оппозиционными политическими силами, в частности, с Республиканской Народной партией. Неспособность ДП и РНП договориться о совместном принятии решения фактически заблокировала законодательную деятельность меджлиса с 1958 года, когда депутаты начали в открытую конфликтовать друг с другом, а на улицах Стамбула и других крупных турецких городов начались массовые демонстрации сторонников НРП, перераставшие в столкновения с полицией. Сторонников Исмета Инёню, приходивших к нему на встречу в рамках предвыборной кампании, полицейские разгоняли с применением дубинок и слезоточивого газа, что приводило к недовольству и возмущению.
Однако путч Тюркеша-Гюрселя был направлен и против намечавшегося сближения турецкого руководства и руководства СССР в большей степени на торгово-экономической, чем идеолого-политической основе, что и стало одной из причин ускорения реализации заговора.  В целом правительство, возглавляемое Демократической партией, отрицательно относилось к коммунистической идеологии и также проводила политические и экономические репрессии против участников коммунистического движения Турции, однако в конце 1950-х годов руководство Турции предприняло ряд шагов на дипломатическом уровне, свидетельствовавших о потеплении отношений между Турцией и СССР, что, вероятно, послужило катализатором путча.

## Переворот. Обращение путчистов по радио
В целом, переворот был организован и осуществлён во время социополитических потрясений и серьёзного экономического кризиса, который переживала Турция, в частности, в связи с окончанием средств, которые государство получало в рамках реализации плана Маршалла в соответствии с доктриной Трумэна. Премьер-министр Турции Аднан Мендерес, придерживавшийся левых взглядов, намеревался совершить визит в Москву и договориться с советским руководством о возможном предоставлении финансовой помощи в объёме, достаточном для выхода из финансового кризиса. В это время созрел заговор, который возглавил полковник Алпарслан Тюркеш, объединивший вокруг себя группы турецких националистов и представителей армейской элиты, недовольной внешнеполитической стратегией действующего правительства. Он был одним из тех 16 турецких офицеров, которые проходили секретные тренировки под руководством американских военных инструкторов в 1948 году в рамках формирования антикоммунистической диверсионной организации.  Именно он выступил с речью перед населением после насильственного свержения государственной власти, в которой подтвердил готовность следовать политическим принципам НАТО и Организации Центрального договора (Багдадского пакта). Население узнало о совершившемся перевороте по утреннему радиообращению Тюркеша «к нации», в котором Тюркеш довольно расплывчато отметил, что «завершился один этап истории Турции и провозглашён новый», но в обращении не прозвучала конкретная информация о целях и причинах государственного переворота. Также Тюркеш, фактически взявший на себя ответственность за путч, призвал граждан способствовать установлению долгожданного демократического правления.
Переворот начался в 3 часа ночи, когда организаторы путча приступили к скоординированному и планомерному захвату административных учреждений в крупных городах по всей стране. Операция по захвату граждан была проведена силами спецназначения, руководство которых принимало участие в заговоре; по ряду источников, переворот прошёл бескровно.

## Последствия переворота. Репрессии, аресты, назначение новых выборов гражданской власти
На следующий день после переворота с обращением к нации выступил Джемаль Гюрсель, который отметил, что основной целью переворота было стремление привести страну к ясной, прочной и стабильной демократии и желание обеспечить людям свободный выбор.
Представители военной хунты вскоре приступили к массовым арестам и политическим репрессиям. 235 генералов были принуждены уйти в отставку; более 3000 военных офицеров также утратили свои должности. Более 500 судей и судебных исполнителей были смещены со своих постов и заменены чиновниками, лояльными к новой путчистской власти. Глава турецкого Генштаба, президент Махмуд Джеляль Баяр, премьер-министр Мендерес и ряд других членов его правительства были арестованы. Генерал Джемаль Гюрсель был назначен временно исполняющим обязанности главы государства до проведения процедуры легитимизации новых органов власти путём выборов. Также Гюрсель совместил должность президента с должностью премьер-министра и министра обороны.

## Суд над членами свергнутого правительства. Новые выборы
Члены смещённого правительства были преданы суду на острове Яссыада (в акватории Мраморного моря к юго-востоку от Стамбула) по обвинению в злостном нарушении конституции, предательстве национальных интересов и расхищении государственных средств. Судебный процесс над свергнутыми министрами закончился смертным приговором в отношении Аднана Мендереса, министра иностранных дел Фатина Рюстю Зорлу и министра финансов Хасана Полаткана. Через некоторое время светская власть в стране была формально передана от военной хунты к гражданской администрации, однако реальная власть военной элиты в Турции удерживалась до октября 1965 года, когда по результатам первых после путча выборов должность премьера занял Сулейман Демирель, возглавлявший правительство до 1971 года, когда произошёл следующий военный переворот. А в период с 1961 по 1965 года в условиях фактической диктатуры военных новое правительство возглавил в третий раз в своей биографии генерал Исмет Иненю; это было его третье премьерство, которое продолжалось с 1961 по 1965 год.